# Born to Be Alive
Born to Be Alive ist ein Popsong des französischen Sängers Patrick Hernandez aus dem Jahr 1978.

## Entstehung und Veröffentlichung
Born to Be Alive wurde von Patrick Hernandez geschrieben und von Jean Van Loo produziert. Das Lied erschien zuerst im November 1978 bei dem französischen Label Aquarius Records.
Die Veröffentlichung erfolgte sowohl als 7"-Single, die noch eine Instrumentalversion enthielt, wie auch als 12"-Maxisingle mit dem Stück I Give You A Rendez-Vous als B-Seite.
Born to Be Alive wurde auch auf Patrick Hernandez’ gleichnamigem Debütalbum aus dem Jahr 1979 veröffentlicht.

## Kommerzieller Erfolg
Born to Be Alive stieg zunächst in die italienischen und französischen Charts ein. Nachdem der Titel im Januar 1979 in Italien mit einer Goldenen Schallplatte ausgezeichnet wurde, wurde er auch in anderen europäischen Ländern populär. In Deutschland, Österreich, Schweden und Norwegen belegte die Single Platz eins der Charts, in Großbritannien erreichte sie Rang zehn. Auch in Neuseeland wurde im Herbst 1979 die Spitzenposition erreicht. In den US-Charts erreichte das Lied Platz 26.
In Deutschland belegte Born to Be Alive Platz zwei der Jahrescharts von 1979, außerdem erhielt die Single die Goldene Schallplatte. 1988 wurde ein Remix des Titels veröffentlicht, der es in den Niederlanden bis in die Top 20 schaffte. Die Sat.1-Sendung Die Hit-Giganten verwendet Born to Be Alive als Titelmelodie.

### Chartplatzierungen
| ChartsChartplatzierungen       | Höchstplatzierung | Wochen |
| ------------------------------ | ----------------- | ------ |
| Deutschland (GfK)              | 1 (31 Wo.)        | 31     |
| Österreich (Ö3)                | 1 (24 Wo.)        | 24     |
| Schweiz (IFPI)                 | 5 (13 Wo.)        | 13     |
| Vereinigte Staaten (Billboard) | 16 (19 Wo.)       | 19     |
| Vereinigtes Königreich (OCC)   | 10 (14 Wo.)       | 14     |

| ChartsJahrescharts (1979)      | Platzierung |
| ------------------------------ | ----------- |
| Deutschland (GfK)              | 2           |
| Österreich (Ö3)                | 2           |
| Vereinigte Staaten (Billboard) | 70          |

### Auszeichnungen für Musikverkäufe
| Land/Region                  | Auszeichnungen für Musikverkäufe (Land/Region, Auszeichnung, Verkäufe) | Verkäufe  |
| ---------------------------- | ---------------------------------------------------------------------- | --------- |
| Deutschland (BVMI)           | Gold                                                                   | 250.000   |
| Italien (FIMI)               | Gold                                                                   | 50.000    |
| Kanada (MC)                  | Platin                                                                 | 100.000   |
| Neuseeland (RMNZ)            | Gold                                                                   | 10.000    |
| Spanien (Promusicae)         | Gold                                                                   | 30.000    |
| Vereinigte Staaten (RIAA)    | Gold                                                                   | 1.000.000 |
| Vereinigtes Königreich (BPI) | Silber                                                                 | 250.000   |
| Insgesamt                    | 1× Silber · 4× Gold · 1× Platin ·                                      | 1.690.000 |